# Лозовская, Елена Леонидовна
Еле́на Леони́довна Лозо́вская (Замула) (р. 22 ноября 1955, с. Сосново-Озёрское, Еравнинский район) — главный редактор научно-популярного журнала «Наука и жизнь» с 2008 года.

## Биография
Отец — Леонид Александрович Замула, геолог; мать — Вера Глебовна Замула, учитель русского языка и литературы.
Получила среднее (полное) общее образование в школе № 51 в г. Улан-Удэ, после чего в 1973 году поступила в Московский физико-технический институт (МФТИ) на факультет молекулярной и химической физики (ФМХФ). Окончила институт в 1980ом году.
В 1984 году защитила диссертацию на степень кандидата физико-математических наук по теме «Механизм светозащитного действия смесей УФ-абсорбентов и антиоксидантов». После этого продолжила работу в Институте химической физики РАН (позже в Институте биохимической физики).
В 2001 году принята на должность заведующего отделом естественных наук журнала «Наука и жизнь». С 2008 года занимает пост главного редактора журнала.

## Награды
- Премия Правительства Российской Федерации в области средств массовой информации (14 декабря 2018 года) — за создание летописи  развития науки и технологий и популяризацию научных знаний[4]